# Lampferding
Lampferding ist ein Ortsteil der Gemeinde Tuntenhausen im oberbayerischen Landkreis Rosenheim. Lampferding bildete bis 1978 eine eigenständige Gemeinde.

## Geographie
Das Pfarrdorf liegt nordöstlich des Kernortes Tuntenhausen an der RO 45. Nördlich des Ortes fließt die Attel, ein linker Zufluss des Inns.

## Geschichte
Der Ort wird als Lantfridingen um 1120 urkundlich erwähnt, dürfte aber zu den sogenannten echten „-ing“-Orten zählen, die etwa ab 500 n. Chr. von den Bajuwaren gegründet worden sind. Die Kirche wird in den Konradinischen Matrikeln von 1315 erstmals urkundlich erwähnt. Die 1818 durch das bayerische Gemeindeedikt begründete Gemeinde Lampferding umfasste die Orte
- Angelsbruck
- Bichl
- Dettendorf
- Eggarten (ab 1937 Ehgartner)
- Eisenbartling
- Karlsried
- Knogl
- Kronau
- Ried
- Schlafthal (ab 1937 Schlaftal)
- Schweizerberg

Die Gemeinde wurde am 1. Mai 1978 im Zuge der Gemeindegebietsreform zum größeren Teil der Gemeinde Tuntenhausen zugeordnet, ein Teil der aufgelösten Gemeinde, nämlich Angelsbruck, Kronau und Ried, wurden nach Schalldorf (heute Emmering im Landkreis Ebersberg) umgegliedert.

## Sehenswürdigkeiten

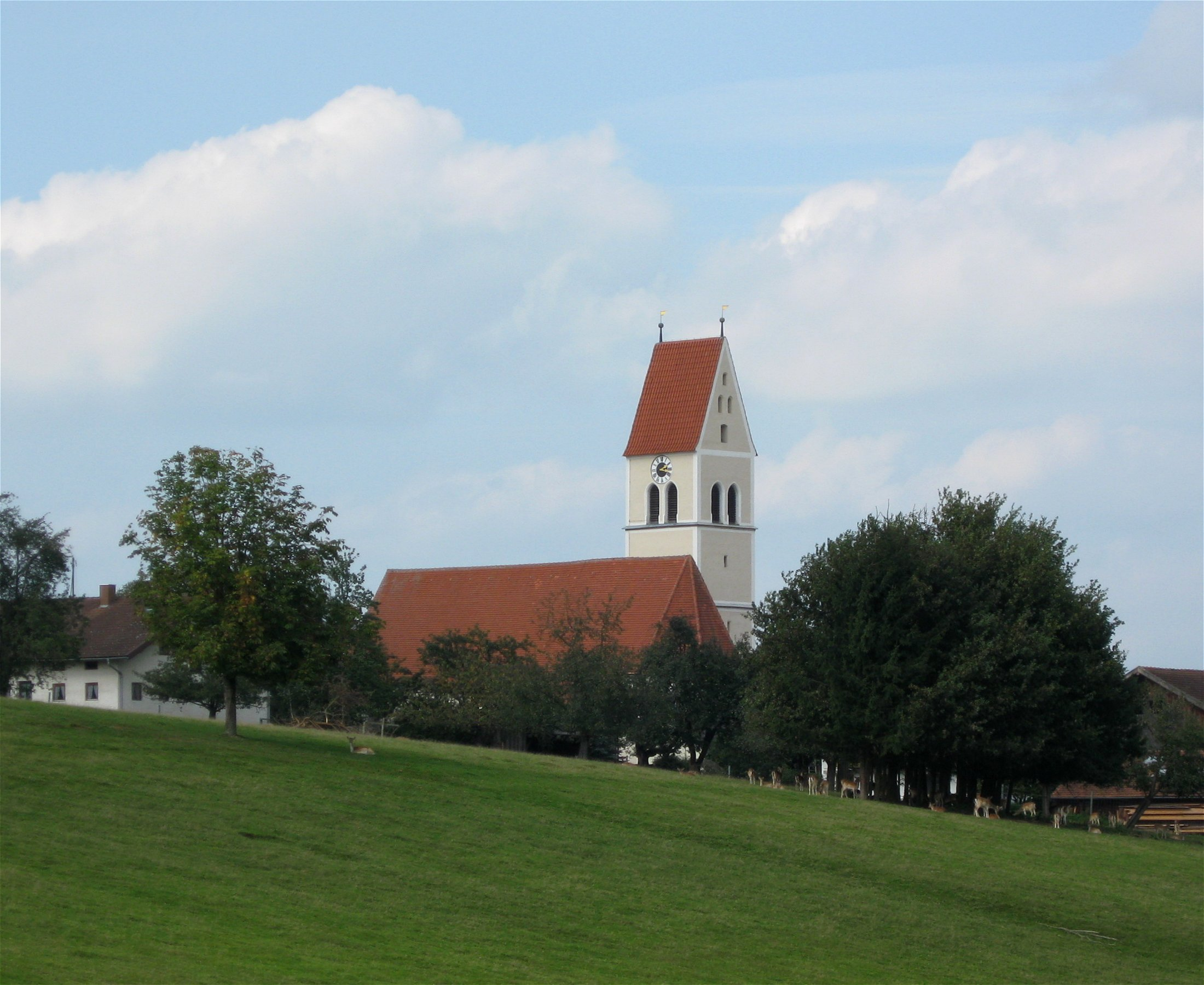
Die Pfarrkirche Mariä Himmelfahrt in Lampferding (2009)

In der Liste der Baudenkmäler in Tuntenhausen sind für Lampferding drei Baudenkmäler aufgeführt:
- Die katholische Pfarrkirche Mariä Himmelfahrt ist ein spätgotischer Saalbau mit leicht eingezogenem Chor und nördlichem Satteldachturm. Im 18. Jahrhundert wurde die Kirche barockisiert und erweitert.
- Die historische Ausstattung („Geißelheiland“) befindet sich in einem modernen Kapellenbau (Knogler Feld) von 1984.
- Der Bildstock (Lampferding 18, im Garten bei Liwa) auf einem Tuffpfeiler stammt aus der Zeit um 1700.